# Liste des décorations extérieures du Louvre
Cet article recense les sculptures extérieures du palais du Louvre, en France.

## Façades extérieures

### Nord

#### Cour carrée, aile Nord
- Fronton : Trophée d'armes à l'antique

#### Rotonde de Beauvais
- - L'Abondance, Louis Léopold Chambard
  - La Force, Louis Léopold Chambard
  - Le Commerce et l'Agriculture, Louis Léopold Chambard

#### Pavillon de la Bibliothèque
- Balustrade du 3e étage : Les Arts, Auguste Préault (deux statues, une à chaque angle)
- Fronton : Les Sciences et les Arts, Pierre Édouard Charrier
- 2e étage : Cariatides, Astyanax Scaevola Bosio (2 groupes de 2 statues, de part et d'autre de la fenêtre)

#### Pavillon de Rohan
- Niches du 1er étage :
  - André Masséna, Célestin-Anatole Calmels
  - Jean Lannes, Gabriel-Vital Dubray
  - Jean-de-Dieu Soult, Raymond Gayrard
  - Michel Ney, Pierre-Eugène-Émile Hébert

- Niches du rez-de-chaussée :
  - Lazare Hoche, Jean-Baptiste Farochon
  - Jean-Baptiste Kléber, Victor Vilain
  - Louis Charles Antoine Desaix, Honoré Jean Aristide Husson
  - François Séverin Marceau, Gabriel-Jules Thomas

#### Aile de Rohan
- Niches du 1er étage :
  - François Christophe Kellermann, Léon-Alexandre Blanchot
  - Louis Thomas Villaret de Joyeuse, Georges Engrand
  - François-Joseph Lefebvre, Alexis André
  - Barthélemy Catherine Joubert, Alphonse Muscat
  - Jean-Andoche Junot , Paul Eugène Breton
  - Jean-Baptiste Eblé, Émile Fernand-Dubois
  - Étienne-Jacques-Joseph Macdonald, Eugène Léon L'Hoëst
  - Nicolas-Charles Oudinot, Pierre Joyeux
  - Antoine Drouot, Jean-Louis Bozzi
  - Antoine Charles Louis de Lasalle, Louis Busson
  - Thomas-Robert Bugeaud, Charles Théodore Perron
  - Christophe Louis Léon Juchault de Lamoricière, René Baucour

- Niches du rez-de-chaussée :
  - Théophile-Malo de La Tour d'Auvergne-Corret, Élias Robert
  - Lazare Nicolas Marguerite Carnot, Eugène Piron
  - Gilbert du Motier de La Fayette, Jean-Pierre Gras
  - Jean Ambroise Baston de Lariboisière, Léo Roussel
  - Jean-Baptiste Jourdan, Charles Muller
  - Bon-Adrien Jeannot de Moncey, Félix-Alexandre Desruelles
  - Józef Antoni Poniatowski, Philippe Besnard
  - Jean-Baptiste Bessières, Louis Latour
  - Joachim Murat, Victor Peter
  - Géraud Christophe Michel Duroc, Onésime Hulin
  - Charles-Marie Denys de Damrémont, Paul Graf
  - Henri d'Orléans, Léo Roussel

#### Pavillon de Marsan
- Fronton : La Force et la Prospérité sous le règne de la Loi, Gustave Crauk
- Balustrade du 3e étage : Groupe statuaire, Louis-Ernest Barrias
- Niche du 2e étage : Statue, Charles Degeorge
- Niche du 1er étage : L'Éloquence, Charles Gauthier

### Ouest

#### Pavillon de Marsan
côté Tuileries :
- Fronton : Le Sage accueillant la Vérité et repoussant l'Erreur, Jean-Marie Bonnassieux
- Balustrade du 3e étage : Sentinelles, Jacques-Léonard Maillet (2 statues)

#### Pavillon de Flore
- Fronton : bas-relief, Jules Cavelier
- Balustrade du 3e étage : Sentinelles, Jules Cavelier (2 statues)

### Est
- 3e étage : La Victoire sur un quadrige distribue des couronnes, Pierre Cartellier
- Fronton : Minerve entourée des muses de la Victoire, couronne le buste de Napoléon, François-Frédéric Lemot

### Sud

#### Pavillon de Flore
- Fronton : La France portant la lumière dans le monde et protégeant la Science et l'Agriculture, Jean-Baptiste Carpeaux
- 3e étage : Le Triomphe de Flore, Jean-Baptiste Carpeaux

#### Grande Galerie occidentale
- Fronton :
  - Fronton, Albert-Ernest Carrier-Belleuse
  - La Navigation, Hélène Bertaux
  - L'Astronomie, Hippolyte Ferrat
  - L'Agriculture, Ambroise Choiselat
  - Le triomphe d'Amphitrite, Paul Cabet
  - Fronton, Florence Walter
  - Fronton, Théodore-Charles Gruyère
  - Fronton, Aimé-Napoléon Perrey
  - Galathée, Alexandre Schoenewerk
  - Fronton, Louis Alphonse Eudes
  - La Gloire, Vannier
  - La Musique, Florence Walter
  - La Toilette de Vénus, Paul Cabet

- Rez-de-chaussée : Lions, Antoine-Louis Barye (2 statues en bronze)

#### Pavillon de La Trémoille
- Niches du 1er étage :
  - Bacchus, Joseph Félon
  - Pomone, Jean-Auguste Barre
  - Apollon, Jean-Claude Petit

#### Guichet Lesdiguières
- Fronton : Théodore-Charles Gruyère
- 3e étage : 
  - Rivière, Antoine-Louis Barye
  - Apollon chevauchant Pégase, Antonin Mercié (bronze)
  - Fleuve, Antoine-Louis Barye
- Rez-de-chaussée :
  - Marine guerrière, François Jouffroy
  - Marine marchande, François Jouffroy

#### Pavillon Lesdiguières
- Niches du 1er étage :
  - La Sculpture, Jean-Jules Allasseur
  - La Science, Jacques-Léonard Maillet
  - La Gravure, Jules-Antoine Droz

#### Grande Galerie orientale
- Frontons :
  - Diane sur un cerf, Pierre Louis Rouillard, Paul Lechesne, Numa Lechesne
  - Trophée, Claude-François Comperot, Morand
  - Tête de Gorgonne, Michel Wendling
  - Navigation, Ambroise Choiselat, Libersac
  - Tête de Pallas, Paul Lechesne, Numa Lechesne, Pierre-Maximilien Delafontaine
  - Trophée et deux figures, Georges Jacquot (sculpteur)Georges Jacquot
  - Trophée d'armes, Georges Jacquot
  - Diane et chiens, Libersac, Claude Leprêtre
  - Torse de Belvédère, Claude Leprêtre, Aimé-Napoléon Perrey
  - Tête de Cérès, Morand, Ambroise Choiselat
  - Navigation, Pierre-Maximilien Delafontaine, Pierre Louis Rouillard
  - Tête de Bacchus, Aimé-Napoléon Perrey, Claude-François Comperot
  - Musique, Jean-Pierre Hurpin

- Niches du 2e étage :
  - Diane, Louis Alphonse Eudes
  - Le Berger, Jehan Du Seigneur
  - Nymphe, Jean-Baptiste Farochon
  - La Pêche fluviale, Jean-Jules Allasseur
  - Mars, Jean-Claude Petit
  - Le Guerrier attendant le combat, Eugène-André Oudiné
  - Le Commerce, Gustave Crauk
  - Le Pêcheur, Charles Gumery
  - Amazone, Charles Émile Seurre
  - Le Laboureur, Jean-Claude Petit

#### Galerie d'Apollon
- Frontons :
  - Fronton, Étienne Le Hongre
  - La Renommée récompensant les Arts, Jules Cavelier

- 1er étage :
  - Les Deux Anges, Laurent Magnier
  - L'Astronomie
  - Les Victoires
  - L'Agriculture
  - Les Victoires
  - La Musique
  - Les Renommées
  - La Géométrie

#### Cour Carrée, aile Sud
- Fronton : Les Armées de l'Empire, accompagnées des Muses de l'Histoire et des Sciences, Augustin Félix Fortin
- 3e étage :
  - Deux Génies, Augustin Félix Fortin
  - Renommées couronnant le buste de Napoléon, Antoine-Léonard Dupasquier

## Cours

### Cour Carrée

#### Aile Nord
- Fronton : Le Génie de la France sous les traits de Napoléon, évoquant Minerve et les divinités de la Paix et de la Législation pour qu'elles succèdent à Mars et à l'appareil guerrier que la Victoire a rendu inutile, Claude Ramey

- Œils-de-bœuf :
  - La Paix et l'Abondance, Jean-Pierre Cortot
  - La Logique et l'Éloquence, Lange
  - L'Histoire et l'Éloquence, Louis-Alexandre Romagnesi
  - La Tragédie et la Gloire, Jules Ramey
  - La Terre et l'Eau, Jean-Baptiste Roman
  - La Victoire et la Guerre, Théophile Bra

- Niches du rez-de-chaussée :
  - Aurore, Victor Vilain
  - Agriculture, Jean-Louis-Désiré Schrœder
  - Narcisse, Paul Dubois
  - Pensierosa, Antonio Giovanni Lanzirotti
  - Bethsabée, Eugène-André Oudiné
  - Nymphe des fontaines, Augustin Courtet
  - Sapho, Pierre Loison
  - La Littérature satirique, Mathieu-Meusnier
  - Phryné, Élias Robert
  - Campaspe, Auguste Ottin
  - Amphitrite, François Théodore Devaulx
  - L'Art chrétien, Émile-François Chatrousse

#### Aile Est
- Fronton : Un coq, entouré d'un serpent qui se mord la queue, est soutenu par des génies, Guillaume Coustou

- Œils-de-bœuf :
  - La France et la Charte, Antoine-François Gérard
  - La Poésie épique et l'Élégie, Petitot fils
  - La Justice et la Force, Charles-René Laitié
  - La Tragédie et la Comédie, Jacques-Edme Dumont
  - La Poésie et la Musique, Jean Baptiste Joseph De Bay père
  - La Justice et l'Innocence, Pierre-Jean David d'Angers

- Niches du rez-de-chaussée :
  - Sapho, Pierre Travaux
  - L'Archéologie, Horace Daillion
  - Nymphe, Pierre-Bernard Prouha
  - Orphée, Gabriel-Jules Thomas
  - Bacchante, Jean-Auguste Barre
  - L'Abondance, Jacques-Léonard Maillet
  - Apollon, Charles-François Nanteuil-Leboeuf
  - La Peinture, Jean Turcan
  - Pandore, Pierre Loison
  - La Modestie, Louis-Léopold Chambard
  - Penthésilée, Gabriel-Vital Dubray

- Passage du pavillon Saint-Germain-l'Auxerrois :
  - La Piété, Jean Goujon
  - La Justice, Jean Goujon

#### Aile Sud
- Fronton : Minerve accompagnée des Sciences et des Arts, Jacques Lesueur

- Œils-de-bœuf :
  - La Comédie et la Tragédie, Nicolas-Augustin Matte
  - La Musique et la Poésie, Nicolas-Augustin Matte
  - La Sculpture et la Peinture, Nicolas-Augustin Matte
  - L'Astronomie et la Géographie, Nicolas-Augustin Matte

- Niches du rez-de-chaussée :
  - Omphale, Gustave Crauk
  - Leucothée, Jean-Jules Allasseur
  - Aphrodite, Georges Clère
  - La Reconnaissance, Ferdinand Taluet
  - Circé, Charles Gumery
  - Couronne de fleurs, Marie-Louise Lefèvre-Deumier
  - Mercure, Aimé Millet
  - Bacchante, Alexandre Schoenewerk
  - La Gloire, Victor-Edmond Leharivel-Durocher
  - La Verrerie, Mathieu-Meusnier

#### Aile Lescot
- Frontons :
  - Paix, Jean Goujon
  - Deux Victoires couronnant le chiffre du roi, Jean Goujon
  - Science, Jean Goujon

- 2e étage :
  - Neptune, Bacchus, Pan et Cérès, Jean Goujon
  - Mars, Prisonnier, Prisonnier et Bellone, Jean Goujon
  - Archimède, Génie de l'étude lisant, Génie de l'étude écrivant et Euclide, Jean Goujon

- 1er étage :
  - Diane aux chiens, atelier de Jean Goujon
  - Diane aux lions, atelier de Jean Goujon
  - Diane aux chiens, atelier de Jean Goujon

- Œils-de-bœuf :
  - La Renommée et la Gloire du Roi, Jean Goujon
  - La Guerre et la Paix, Jean Goujon
  - L'Histoire et la Victoire, Jean Goujon

- Niches du rez-de-chaussée :
  - L'Architecture, Aristide Croisy
  - Euripyle, Henri-Frédéric Iselin
  - Hélène, Antoine Étex
  - Pâris, Antoine Étex
  - Le Message, Alexandre Oliva
  - La Sculpture, François Jouffroy

#### Pavillon de l'Horloge
- Fronton :
  - Renommées, Gilles Guérin
  - Renommées, Philippe de Buyster

- 3e étage :
  - Cariatides, Gilles Guérin (2 statues)
  - Cariatides, Philippe de Buyster (2 statues)

#### Aile Lemercier
- Fronton :
  - La Loi, Thucydide et Hérodote, Jean Guillaume Moitte
  - La Victoire et L'Abondance, Philippe-Laurent Roland
  - La Poésie épique, Antoine-Denis Chaudet

- Œils-de-bœuf :
  - La Poésie lyrique et la Poésie pastorale , Simon Nicolas Mansion
  - La Force et la Musique, François Gérard
  - La Puissance et la Richesse, Gérard van Opstal

- Niches du rez-de-chaussée :
  - L'Orfèvrerie, Mathieu-Meusnier
  - La Céramique, Eugène Guillaume
  - Aristarque, Georges Diebolt
  - La Douceur, Jean Marcellin
  - Cléopâtre, François-Auguste Fannière
  - Le Fleuve de la vie, Pierre-Eugène-Émile Hébert

### Cour Napoléon

#### Aile en retour Turgot
- Balustrade du 3e étage :
  - L'Eté, Gabriel-Vital Dubray
  - L'Eau, Hubert Lavigne
  - La Mécanique, Jean-François Soitoux
  - La Chasse, Auguste Jean Baptiste Lechesne
  - La Moisson, Alexandre Schoenewerk
  - L'Hiver, Georges Clère
  - L'Astronomie, Jean-François Soitoux
  - L'Agriculture, Armand Blanc

- Balustrade du 1er étage :
  - Jean de La Fontaine, Jean-Louis Jaley
  - Blaise Pascal, François Lanno
  - François Eudes de Mézeray, Louis-Joseph Daumas
  - Molière, Bernard Seurre
  - Nicolas Boileau, Charles Émile Seurre
  - Fénelon, Jean-Marie Bonnassieux
  - François de La Rochefoucauld, Noël-Jules Girard
  - Pierre Corneille, Henri Lemaire

#### Pavillon Turgot
- Frontons :
  - L'Histoire et la Poésie, Jules Cavelier
  - L'Abondance, Eugène Guillaume

- 3e étage :
  - Le Calme, Jean-Marie Bonnassieux
  - Cariatides, Jules Cavelier (2 statues)
  - La Religion, Jean-Marie Bonnassieux
  - Cariatides, Eugène Guillaume (2 statues)
  - La Méditation, Jean-Marie Bonnassieux

- 2e étage :
  - L'Abondance et la Fortune, Charles Émile Seurre
  - La Science moderne et l'Art, Charles Émile Seurre

- Œils-de-bœuf :
  - L'Étude et le Silence, Georges Diebolt
  - L'Invention et la Réflexion, Georges Diebolt
  - La Commerce et la Paix, Georges Diebolt
  - La Science et l'Industrie, Georges Diebolt

#### Aile Turgot
- Balustrade du 3e étage :
  - Le Commerce, Sébastien Delarue
  - L'Hiver, Nicolas Brion
  - L'Étude, Antony-Samuel Adam-Salomon
  - L'Industrie, Pierre Damiens
  - L'Océanie, Louis Merley
  - Le Feu, Henri-Frédéric Iselin
  - La Pêche, Aimé-Napoléon Perrey
  - L'Automne, Louis-Félix Chabaud
  - L'Amérique, Jean-Louis Veray
  - L'Afrique, Louis Rochet

- Balustrade du 1er étage :
  - Grégoire de Tours, Jean Marcellin
  - François Rabelais, Élias Robert
  - François de Malherbe, Jean-Jules Allasseur
  - Pierre Abélard, Jules Cavelier
  - Jean-Baptiste Colbert, Raymond Gayrard
  - Jules Mazarin, Pierre Hébert
  - Georges-Louis Leclerc de Buffon, Eugène-André Oudiné
  - Jean Froissart, Henri Lemaire
  - Jean-Jacques Rousseau, Jean-Baptiste Farochon
  - Montesquieu, Charles-François Nanteuil-Leboeuf

#### Pavillon Richelieu
- Fronton : La France protégeant la Science et l'Art, Francisque Duret

- Balustrade du 3e étage :
  - Cariatides, Astyanax Scaevola Bosio
  - Cariatides, Joseph-Michel-Ange Pollet
  - Cariatides, Jules Cavelier
  - Cariatides, Astyanax Scaevola Bosio

- Balustrade 2e étage :
  - La Paix, Antoine-Louis Barye
  - La Force et la Paix, Théodore-Charles Gruyère
  - La Guerre, Antoine-Louis Barye

- 1er étage :
  - Diane avec chiens, Pierre Louis Rouillard
  - La Vérité et L'Histoire, Charles-Auguste Lebourg
  - Diane avec chiens, Pierre Louis Rouillard

- Œils-de-bœuf :
  - La Justice et la Fraternité, Joseph Félon
  - La Prudence et la Force, Joseph Félon

#### Aile Colbert
- Balustrade du 3e étage :
  - La Vigilance, Aimé Millet
  - Le Printemps, Jean-Auguste Barre
  - L'Astronomie, Louis Auvray
  - L'Art romain, Ferdinand Taluet
  - La Paix, Pierre-Eugène-Émile Hébert
  - Le Nord, Amédée Doublemard
  - La Pêche, Hippolyte Ferrat
  - La Moisson, Georges Jacquot
  - La Paix, Charles-Romain Capellaro
  - L'Automne, Alexandre Schoenewerk

- Balustrade du 1er étage :
  - Mathieu Molé, Charles-François Nanteuil-Leboeuf
  - Anne Robert Jacques Turgot, Pierre Travaux
  - Bernard de Clairvaux|Saint Bernard, François Jouffroy
  - Jean de La Bruyère, Joseph-Stanislas Lescorné
  - Suger de Saint-Denis, Nicolas Raggi
  - François-Auguste de Thou, Auguste-Louis Deligand
  - Louis Bourdaloue, Louis Desprez
  - Jean Racine, Michel-Pascal
  - Voltaire, Antoine Desboeufs
  - Jacques-Bénigne Bossuet, Louis Desprez

#### Pavillon Colbert
- Fronton : Terre et l'Eau, Victor Vilain

- Balustrade du 3e étage :
  - La Science, Élias Robert
  - Cariatides, Victor Vilain (2 statues)
  - L'Industrie, Élias Robert

- 2e étage : Le Commerce et l'Agriculture, Joseph-Michel-Ange Pollet

- Œils-de-bœuf :
  - La Navigation commerciale et la Mécanique, Joseph-Michel-Ange Pollet
  - Le Télégraphie et l'Imprimerie, Joseph-Michel-Ange Pollet

#### Rotonde de Beauvais
- Balustrade du 3e étage :
  - La Vendange, Jacques-François Walcher
  - La Force, Georges Clère
  - La Pêche, Auguste Jean Baptiste Lechesne
  - La Vendange, Aimé-Napoléon Perrey
  - Les Découvertes maritimes, Louis Merley
  - La Mer, Ernest Christophe

- Balustrade du 1er étage :
  - Nicolas de Condorcet, Pierre Loison
  - Denis Papin, Jean-François Soitoux
  - Maximilien de Béthune (duc de Sully)|Sully, Gabriel-Vital Dubray
  - Sébastien Le Prestre de Vauban, Gustave Crauk
  - Antoine Lavoisier, Jacques-Léonard Maillet
  - Joseph Jérôme Lefrançois de Lalande, Jean-Joseph Perraud

#### Aile Henri IV
- Balustrade du 3e étage :
  - Paix, Auguste Préault
  - La Musique, Antony-Samuel Adam-Salomon
  - L'Art assyrien, Jean-Louis Jaley
  - L'Histoire, François Théodore Devaulx
  - L'Anatomie, Pierre-Eugène-Émile Hébert
  - Le Printemps, Marie-Noémi Cadiot
  - Le Bois, Auguste Poitevin
  - La Civilisation, Célestin-Anatole Calmels
  - Le Théâtre, Charles-Romain Capellaro

- Balustrade du 1er étage :
  - François Michel Le Tellier de Louvois, Aimé Millet
  - Claude Charles de Rouvroy de Saint Simon, Pierre Hébert
  - Jean de Joinville, Jean Marcellin
  - Esprit Fléchier, François Lanno
  - Philippe de Commynes, Eugène-Louis Lequesne
  - Jacques Amyot (évêque)|Jacques Amyot, Pierre Travaux
  - Pierre Mignard, Jean Baptiste Joseph De Bay père
  - Jean-Baptiste Massillon, François Jouffroy

#### Pavillon Sully
- Fronton : Napoléon Ier dominant l'Histoire et les Arts, Antoine-Barye, Pierre-Charles Simart

- Balustrade du 3e étage :
  - L'Art, Charles-François Nanteuil-Leboeuf
  - Cariatides, Pierre-Charles Simart
  - Cariatides, Francisque Duret
  - Cariatides, Francisque Duret
  - Cariatides, Pierre-Charles Simart
  - L'Encouragement, Charles-François Nanteuil-Leboeuf

- Horloge du 2e étage : La Paix et la Guerre, Jules Cavelier

- Balustrade du 1er étage :
  - Jacques Ier Androuet du Cerceau|Jacques Ier Androuet du Cerceau, Georges Diebolt
  - Jean Goujon, Bernard Seurre

- Œils-de-bœuf :
  - La Beauté et l'Art, Eugène Guillaume
  - L'Alliance de l'art antique et de la Renaissance, Jean-Marie Bonnassieux

#### Aile Henri II
- Balustrade du 3e étage :
  - La Vendange, François Théodore Devaulx
  - Les Gloires de la France, Henri-Charles Maniglier
  - L'Empire, Hubert Lavigne
  - L'Automne, Marie-Noémi Cadiot
  - La Chasse, Alexandre Schoenewerk
  - L'Automne , François Truphème
  - L'Art grec, Bernard Seurre
  - La Pierre, Auguste Poitevin
  - Guerre, Auguste Préault

- Balustrade du 1er étage :
  - Claude Gellée, Auguste-Hyacinthe Debay
  - André Grétry, Victor Vilain
  - Jean-François Regnard, Théodore-Charles Gruyère
  - Jacques Cœur, Élias Robert
  - Enguerrand de Marigny, Nicolas Raggi
  - André Chénier, Antonin Auguste Préault
  - Gottfried Keller, Pierre Robinet
  - Antoine Coysevox, Jules-Antoine Droz

#### Rotonde d'Apollon
- Balustrade du 3e étage :
  - La Force, Charles-Auguste Lebourg
  - L'Automne, Émile-François Chatrousse
  - La Céramique, Victor Huguenin
  - La Médecine, Nicolas Brion
  - La Paix, Joseph Briant
  - La Paix, Louis Auguste Pascau Cavasse

- Balustrade du 1er étage :
  - Jean Cousin, Napoléon Jacques
  - André Le Nôtre, Jean-Auguste Barre
  - Clodion (sculpteur)|Clodion, Gabriel-Vital Dubray
  - Germain Pilon, Louis Desprez
  - Ange-Jacques Gabriel, Augustin Courtet
  - Jean Lepautre, Astyanax Scaevola Bosio

#### Pavillon Daru
- Fronton : La Sculpture et la Peinture, Jean-Louis Brian

- Balustrade du 3e étage :
  - Le Travail manuel, Auguste Ottin
  - Cariatides, Jean-Louis Brian (2 statues)
  - L'Art, Auguste Ottin

- 1er étage : La Sculpture et La Peinture, François-Félix Roubaud

- Œils-de-bœuf :
  - La Justice et la Fraternité, Victor-Edmond Leharivel-Durocher
  - La Prudence la Force, Victor-Edmond Leharivel-Durocher

#### Aile Daru
- Balustrade du 3e étage :
  - Les Beaux-arts, Émile Marie Auguste Guillemin
  - L'Eté, Olesinski
  - Les Combats, Jean-François Soitoux
  - La Force, Armand Toussaint
  - L'Art étrusque, Pierre Hébert
  - La Chasse, Auguste Jean Baptiste Lechesne
  - La Marine, Georges Clère
  - L'Art égyptien, François Lanno
  - La Vapeur, Hubert Lavigne
  - L'Air, Hyacinthe-Philéas Sobre

- Balustrade du 1er étage :
  - Michel de L'Hospital, Eugène Guillaume
  - Jacques Lemercier, Antoine Laurent Dantan
  - René Descartes, Gabriel Joseph Garraud
  - Ambroise Paré, Michel-Pascal
  - Armand Jean du Plessis de Richelieu, Jean-Auguste Barre
  - Michel de Montaigne, Jean-François Soitoux
  - Jean-Antoine Houdon, François Rude
  - Étienne Dupérac, Jacques-Ange Cordier
  - Salomon de Brosse, Auguste Ottin
  - César-François Cassini, Hippolyte Maindron

#### Pavillon Denon
- Fronton : Napoléon III entouré de la Paix et des Arts, Pierre-Charles Simart

- Balustrade du 3e étage :
  - Cariatides, Jean-Louis Brian
  - Cariatides, Georges Jacquot
  - Cariatides, Auguste Ottin
  - Cariatides, Élias Robert

- 2e étage :
  - La Force, Antoine-Louis Barye
  - Le Courage civique et la Gloire, Théodore-Charles Gruyère
  - L'Ordre, Antoine-Louis Barye

- 1er étage :
  - Diane avec chiens, Emmanuel Frémiet
  - La Poésie et la Philosophie, François-Félix Roubaud
  - Diane avec chiens, Emmanuel Frémiet

- Œils-de-bœuf :
  - La Peinture et la Sculpture, Eugène-Louis Lequesne
  - La Gravure et l'Architecture, Eugène-Louis Lequesne

#### Aile Mollien
- Balustrade du 3e étage :
  - L'Étude, Joseph-Alexandre Renoir
  - La Fortune, Étienne Montagny
  - L'Abondance, Julien-Charles Dubois
  - La Musique, Henri Joseph Daniel
  - La Musique, Élias Robert
  - Les Beaux-arts, Henri-Charles Maniglier
  - La Renaissance, Louis-Eugène Bion
  - Les Beaux-arts, Jehan Du Seigneur
  - L'Abondance, André Vauthier-Galle
  - La Prospérité, Jacques-Augustin Dieudonné

- Balustrade du 1er étage :
  - Henri François d'Aguesseau, Louis-Denis Caillouette
  - François Mansart, Jean-Joseph Perraud
  - Nicolas Poussin, François Rude
  - Girard Audran, Jacques-Léonard Maillet
  - Jacques Sarrazin, Honoré Jean Aristide Husson
  - Nicolas Coustou, Augustin Courtet
  - Eustache Le Sueur, Honoré Jean Aristide Husson
  - Claude Perrault, Auguste-Hyacinthe Debay
  - Philippe de Champaigne, Louis Alphonse Eudes
  - Pierre Puget, Antoine Étex

#### Pavillon Mollien
- Frontons :
  - L'Art et la Science, François Jouffroy
  - L'Agriculture et les Arts, Eugène-Louis Lequesne

- Balustrade du 3e étage :
  - La Fermeté, Pierre-Bernard Prouha
  - Cariatides, François Jouffroy (2 statues)
  - La Puissance, Antoine Laurent Dantan
  - Cariatides, Eugène-Louis Lequesne
  - La Justice, Camille Demesmay

- 1er étage :
  - La Géométrie et l'Astronomie, Jean-Baptiste-Jules Klagmann
  - La Science moderne et l'Art, Charles Émile Seurre

- Œils-de-bœuf :
  - L'Histoire et la Vérité, Pierre Loison
  - La Poésie et la Philosophie, Pierre Loison
  - La Science et l'Industrie, Jean Marcellin
  - L'Astronomie  et la Géométrie, Jean Marcellin

#### Aile en retour Mollien
- Balustrade du 3e étage :
  - La Guerre, Edme Jean Louis Sornet
  - La Navigation, Charles-Louis Menn
  - L'Horticulture, François Théodore Devaulx
  - L'Industrie, Célestin-Anatole Calmels
  - Les Beaux-arts, Joseph Walcher
  - Le Printemps, Adrien Fourdrin
  - L'Art grec, Charles-Édouard Elmerich
  - La Chasse, Charles-Auguste Lebourg

- Balustrade du 1er étage :
  - Pierre Lescot, Henry de Triqueti
  - Jean Bullant, Pierre Robinet
  - Charles Le Brun, Jean-Claude Petit
  - Pierre Chambiges, Jules-Antoine Droz
  - Libéral Bruand, Armand Toussaint
  - Philibert Delorme, Jean-Pierre Dantan
  - Bernard Palissy, Victor Huguenin
  - Hyacinthe Rigaud, Victor Thérasse

### Cour du Carrousel

#### Pavillon de Marsan
- Fronton : Théodore-Charles Gruyère
- Balustrade du 3e étage : Groupe statuaire, Eugène Delaplanche
- Niche du 2e étage : Statue, Pierre Loison
- Niche du 1er étage : Statue, Maximilien Louis Bourgeois

#### Aile de Marsan
- Frontons :
  - L'Astronomie, Gabriel-Jules Thomas
  - Fronton, Jules Cavelier
  - L'Architecture, Louis-Ernest Barrias
  - L'Abondance, Mathurin Moreau
  - La Législation, Hélène Bertaux
  - Fronton, Henri-Charles Maniglier
  - Fronton, Amédée Doublemard
  - La Paix, Frédéric-Louis-Désiré Bogino

- 3e étage :
  - Bas-reliefs, Gabriel-Jules Thomas (2 bas-reliefs)
  - Bas-reliefs, Jules Cavelier (2 bas-reliefs)
  - La Maçonnerie, Louis-Ernest Barrias
  - La Serrurerie, Louis-Ernest Barrias
  - Bas-reliefs, Mathurin Moreau (2 bas-reliefs)
  - Charlemagne, Hélène Bertaux
  - Moïse, Hélène Bertaux
  - Bas-reliefs, Henri-Charles Maniglier (2 bas-reliefs)
  - Bas-reliefs, Amédée Doublemard (2 bas-reliefs)
  - Bas-reliefs, Frédéric-Louis-Désiré Bogino (2 bas-reliefs)

- Niche du 2e étage :
  - Statues(7 statues)
  - Amazone, Jean-Baptiste-Jules Klagmann
  - Statue
  - Vénus, Pierre Loison
  - Statue
  - Elégie, Joseph-Michel Caillé
  - Clio, Jean-François Soitoux
  - Erato, Jean-François Soitoux
  - Statue
  - Statue, Pierre-Bernard Prouha

- Niches du 1er étage :
  - Statues(5 statues)
  - Horace, Louis-Charles Janson
  - Statue
  - Pêcheur, Jacques Marie Hyacinthe Chevalier
  - Statue
  - Berger, Jacques Marie Hyacinthe Chevalier
  - Guerrier romain, Pierre Robinet
  - Guerrier franc, Pierre Robinet

#### Aile de Rohan
- Frontons :
  - Le Commerce, Combette
  - L'Agriculture, Combette
  - Trophée d'armes, Combette
  - La Force, Combette
  - Les Arts, Combette
  - Fronton, Combette

#### Pavillon de Rohan
- - Fronton : La France assise au-dessous des armes impériales qu'entourent la science et le travail, Georges Diebolt
- Balustrade du 3e étage :
  - La Marine, Jean-Baptiste Carpeaux
  - L'Agriculture, Théodore-Charles Gruyère
  - Le Commerce, François Truphème

#### Pavillon Lesdiguières
- Balustrade du 3e étage :
  - Les Combats, Edme Jean Louis Sornet
  - La Navigation, Pierre Travaux
  - La Guerre, Democrito Gandolfi
  - L'Asie, Jean-Jacques Elshoecht

#### Guichet Lesdiguières
- - L'Architecture, Auguste Dumont
  - Guerrier assis, Jean-Joseph Perraud
  - Lions, Emmanuel Frémiet (×2)
  - Guerrier assis, Jean-Joseph Perraud
  - La Sculpture, Auguste Dumont

#### Pavillon de La Trémoille
- - La Vengeance, Louis-Léopold Chambard
  - La Navigation, Louis Meunier
  - La Chasse, Aimé-Napoléon Perrey

#### Pavillon des États
- Balustrade du 3e étage :
  - La Fortune, Georges Clère
  - La Tempête, Mathieu-Meusnier
  - Le retour de la Chasse, Adolphe Itasse
  - La Guerre, Jean-Marie Bonnassieux
  - Victoire, Alfred-Adolphe-Édouard Lepère
  - Amour, Pierre-Bernard Prouha
  - Histoire, Joseph-Michel Caillé
  - Marine, Henri-Charles Maniglier
  - Vérité, Camille Demesmay
  - Vigilance, Jean-François Soitoux
  - Guerre, Frison Barthélémy
  - Mer, Jean-Louis-Désiré Schrœder
  - Vendange, Jean-Baptiste Halou
  - Harmonie, Pierre-Marie Froget
  - La Paix, Jean-Marie Bonnassieux

- Balustrade du 1er étage :
  - La Gloire, Jules Salmson
  - La Pensée, Gabriel-Jules Thomas
  - La Navigation, Pierre Loison
  - La Science, Jules Franceschi
  - La Loi, Mathurin Moreau
  - La Pensée, Jean-Jules Allasseur
  - La Prudence, Jacques-Léonard Maillet
  - La Victoire, Gustave Crauk
  - La Pensée, Pierre Travaux
  - La Paix, Jean-Auguste Barre
  - L'Éloquence, Jean Marcellin
  - Le Patriotisme, Léon Cugnot

#### Aile de Flore
- Frontons :
  - Fronton, Louis Merley
  - La Gloire, Charles Gumery
  - L'Enlèvement d'Europe, Camille Demesmay
  - L'Histoire, Jules Franceschi
  - Fronton, Eugène Delaplanche
  - Fronton, Victor Vilain
  - La Force, Gabriel-Jules Thomas
  - La Victoire, Jean-Joseph Perraud

- 3e étage :
  - Diane, Emmanuel Frémiet
  - Groupe d'animaux, Auguste Cain
  - Groupe d'animaux, Emmanuel Frémiet
  - Groupe d'animaux, Paul-Édouard Delabrièrre
  - Bas-reliefs, Louis Merley (2 bas-reliefs)
  - Bas-reliefs, Charles Gumery (2 bas-reliefs)
  - Bas-reliefs, Camille Demesmay (2 bas-reliefs)
  - Bas-reliefs, Jules Franceschi (2 bas-reliefs)
  - Fleuves, Eugène Delaplanche (2 bas-reliefs)
  - Bas-reliefs, Victor Vilain (2 bas-reliefs)
  - Bas-reliefs, Gabriel-Jules Thomas (2 bas-reliefs)
  - Bas-reliefs, Jean-Joseph Perraud (2 bas-reliefs)

- 2e étage :
  - Médaillons, Houguenade
    - Ovide
    - Horace
    - Pompée
    - Jules César
    - Cicéron
    - Agrippa
    - Marc Aurèle
    - Septime Sévère
    - Tite Live
    - Tacite
    - Virgile
    - Quintilien
    - Auguste
    - Trajan
    - Nerva
    - Titus

- Niches du 2e étage :
  - Terpsichore, Aimé Millet
  - L'Abondance, Pierre-Bernard Prouha
  - Minerve, Jacques-Léonard Maillet
  - Cérès, Émile-François Chatrousse
  - Nymphe, Jules Salmson
  - Naïade, Jules Salmson
  - Pandore, Joseph-Michel-Ange Pollet
  - Psyché, Joseph-Michel-Ange Pollet
  - Baigneuse, Paul Cabet
  - Pêcheuse, Paul Cabet
  - Hébé, Eugène-André Oudiné
  - Daphné, Eugène-André Oudiné
  - Melpomène, Gustave Crauk
  - Euterpe , Gustave Crauk
  - Erigone, Alexandre Schoenewerk
  - Circé, Alexandre Schoenewerk

- Niches du 1er étage :
  - Le Flûteur, Louis Auguste Edmond Lévêque
  - Le Laboureur, Charles François Marie Iguel
  - Le Guerrier grec, Théodore-Charles Gruyère
  - Le Guerrier étrusque, Théodore-Charles Gruyère
  - Le Frondeur, Claude-Édouard Forgeot
  - Le Lutteur , Jean Marcellin
  - Castor, Jean-Claude Petit
  - Pollux, Jean-Claude Petit
  - Atalante, Pierre Travaux
  - Le Vendangeur, Séraphin Denécheau
  - Mercure, Louis-Léopold Chambard

- Rez-de-chaussée :
  - Lionnes, Auguste Cain (4 statues en bronze)

#### Pavillon de Flore
- Fronton : Jules Franceschi
- 3e étage : Groupe statuaire, Tony Noël
- Niche du 2e étage : La Loi, Jules-Isidore Lafrance
- Niche du 1er étage : La Prudence, Jules-Isidore Lafrance